# Amnon Wolf
Amnon Wolf (né le 21 juillet 1971 à Haïfa) est un acteur et doubleur israélien.

## Biographie
Né à Haïfa, Amnon Wolf commence à étudier à l'école hébraïque Reali à Haïfa avant de poursuivre ses études au Nissan Nativ Acting Studio à Tel-Aviv. Il a ensuite commencé sa carrière, principalement comme acteur de théâtre au début des années 1990. De 1997 jusqu'à la fin des années 2000, il s'est principalement produit au Gesher Theatre et a joué dans des adaptations de Tartuffe, Les Trois Sœurs, Le Mariage de Figaro, Le Songe d'une nuit d'été et bien d'autres. Il a également joué au Théâtre Habima tout au long de la seconde moitié des années 2010,.
Au cinéma et à la télévision, Amnon Wolf est apparu dans de nombreuses émissions de télévision, notamment dans la première saison de North Star dans laquelle il a interprété Gil. Il a également joué dans des films tels que Time of Favor, Yana's Friends, et il a même fait une apparition dans Shel Mi HaShura HaZot?. L'une des apparitions marquantes de Amnon Wolf fut son interprétation de Yitzhak Rabin dans une adaptation télévisuelle décrivant le début de la guerre des Six Jours.
Amnon Wolf est également un doubleur de premier plan. Il fait son premier doublage dans le film Ella Enchanted, sorti en 2004. Il est connu pour avoir doublé les voix de Mantis dans Kung Fu Panda, Overhaul dans Transformers : Cybertron, du Dr Drakken et de Señor Senior, Sr. dans Kim Possible, de Maillon Manquant dans Monstres contre Aliens, de M. Turner dans Mes parrains sont magiques, de M. Bobinsky dans Coraline et il a également prêté sa voix à M. Krabs dans la quatrième saison de Bob l'éponge, remplaçant brièvement Ami Mandelman, ainsi qu'à Plankton dans Bob l'éponge, le film, Grunkle Stan dans Gravity Falls, Jake dans Adventure Time, Dracule Mihawk et Genzo dans One Piece et bien d'autres. Il a souvent travaillé avec Yoram Yosefsberg, Gilad Kleter, Simcha Barbiro et d'autres doubleurs.

### Vie personnelle
Amnon Wolf est le fils du professeur d'université Dan Wolf. Son grand-père paternel, Zvi Wolf, était un garde du Hashomer.